# Anne Haug
Anne Haug née le 20 janvier 1983 à Bayreuth en Allemagne est une triathlète et duathlète professionnelle, vice-championne du monde des séries mondiales de triathlon en 2012 et championne du monde d'Ironman en 2019.

## Biographie

### Carrière internationale de triathlon
Anne Haug remporte le championnat national de duathlon en 2008 et 2009 et devient championne d'Allemagne de triathlon en 2013.
En 2012, elle participe aux Jeux olympiques et termine à la 11e place. Entre 2007 et 2010, elle concourt à dix neuf compétitions de l'UIT et réalise quatorze « top 10 ». En 2012, elle termine deuxième des championnats du monde courte distance après sa victoire à la grande finale d'Auckland, un an après elle confirme avec une troisième place sur l'ensemble des épreuves des championnats du monde, en remportant cette fois-ci les compétitions d'Auckland et de Hambourg. En 2017, Anne Haug se reconvertit dans les longues distances et participe à des épreuves Ironman 70.3, elle remporte sa première course à Lanzarote 
le 2 septembre 2017 devançant de huit minutes la Britannique Lucy Charles.
En 2019, elle remporte le championnat du monde d'Ironman. Elle remonte un retard de huit minutes durant le marathon qu'elle maîtrise completement et passe la Britannique Lucy Charles-Barclay en tête depuis le début de la course. Elle offre par cette victoire à l'Allemagne, le premier titre féminin de championne du monde de l'histoire de la compétition. C'est sa seconde participation à l'épreuve, après 2018 ou elle prend la troisième place et seulement sa quatrième compétition sur distance ironman.

### Vie privée et professionnelle
Anne Haug a étudié à l'Université technique de Munich (TUM), elle est diplômée en sciences du sport. Elle vit à Bayreuth et à Munich.

## Palmarès
Le tableau présente les résultats les plus significatifs (podium) obtenus sur le circuit national et international de triathlon depuis 2011,.
| Année | Compétition                                        | Pays             | Position           | Temps           |
| ----- | -------------------------------------------------- | ---------------- | ------------------ | --------------- |
| 2024  | Challenge Roth                                     | Allemagne        | Médaille d'or      | 8 h 2 min 38 s  |
| 2024  | Ironman Lanzarote                                  | Espagne          | Médaille d'or      | 9 h 6 min 40 s  |
| 2023  | Ironman - Championnat du monde à Kailua-Kona       | États-Unis       | Médaille d'argent  | 8 h 27 min 33 s |
| 2023  | Challenge Gran Canaria                             | Espagne          | Médaille d'or      | 4 h 5 min 38 s  |
| 2023  | Ironman 70.3 Lanzarote                             | Espagne          | Médaille d'or      | 4 h 16 min 46 s |
| 2023  | PTO European Open                                  | Espagne          | Médaille d'or      | 3 h 38 min 0 s  |
| 2022  | Challenge Roth                                     | Allemagne        | Médaille d'or      | 8 h 22 min 42 s |
| 2022  | Ironman - Championnat du monde à Kailua-Kona       | États-Unis       | Médaille de bronze | 8 h 42 min 21 s |
| 2021  | Championnats d'Europe de triathlon longue distance | Allemagne        | Médaille d'or      | 7 h 53 min 48 s |
| 2021  | Ironman 70.3 Lanzarote                             | Espagne          | Médaille d'or      | 4 h 30 min 30 s |
| 2021  | Challenge Roth                                     | Allemagne        | Médaille d'or      | 8 h 7 min 18 s  |
| 2021  | Challenge St Pölten                                | Autriche         | Médaille d'or      | 4 h 20 min 17 s |
| 2019  | Ironman - Championnat du monde à Kailua-Kona       | États-Unis       | Médaille d'or      | 8 h 40 min 10 s |
| 2019  | Ironman Copenhague                                 | Danemark         | Médaille d'or      | 8 h 31 min 32 s |
| 2018  | Ironman - Championnat du monde à Kailua-Kona       | États-Unis       | Médaille de bronze | 8 h 41 min 57 s |
| 2018  | Championnat du monde Challenge                     | Slovaquie        | Médaille d'argent  | 4 h 7 min 58 s  |
| 2018  | Ironman 70.3 Dubaï                                 | Dubaï            | Médaille d'or      | 4 h 0 min 25 s  |
| 2018  | Ironman 70.3 Californie                            | États-Unis       | Médaille d'or      | 4 h 12 min 3 s  |
| 2017  | Ironman 70.3 Lanzarote                             | Espagne          | Médaille d'or      | 4 h 12 min 38 s |
| 2014  | WTS Auckland                                       | Nouvelle-Zélande | Médaille d'argent  | 2 h 8 min 59 s  |
| 2013  | Championnat d'Allemagne                            | Allemagne        | Médaille d'or      | 1 h 2 min 47 s  |
| 2013  | Championnat du monde - Classement Général          |                  | Médaille de bronze |                 |
| 2013  | WTS Hambourg (finale)                              | Allemagne        | Médaille d'or      | 0 h 57 min 21 s |
| 2013  | WTS Auckland                                       | Nouvelle-Zélande | Médaille d'or      | 2 h 8 min 20 s  |
| 2013  | WTS Madrid                                         | Espagne          | Médaille d'argent  | 2 h 5 min 5 s   |
| 2013  | WTS Stockholm                                      | Allemagne        | Médaille de bronze | 1 h 56 min 45 s |
| 2013  | WTS Kitzbühel                                      | Autriche         | Médaille de bronze | 1 h 4 min 34 s  |
| 2013  | Championnat d'Allemagne de triathlon sprint        | Allemagne        | Médaille d'or      | 1 h 2 min 47 s  |
| 2013  | Championnats du monde de triathlon en relais mixte | Allemagne        | Médaille d'or      | 1 h 17 min 55 s |
| 2012  | Championnat du monde - Classement Général          |                  | Médaille d'argent  |                 |
| 2012  | WTS Auckland                                       | Nouvelle-Zélande | Médaille d'or      | 2 h 10 min 42 s |
| 2012  | WTS Yokohama                                       | Japon            | Médaille d'argent  | 1 h 59 min 7 s  |
| 2011  | Coupe d'Europe - l'étape de Quarteira              | Portugal         | Médaille d'or      | 2 h 6 min 41 s  |